# Jerzy Gruba
Jerzy Gruba (ur. 29 marca 1935 w Psarach, zm. 15 października 1991 w Katowicach) – generał brygady Milicji Obywatelskiej, doktor nauk prawnych.

## Życiorys
Od lat 50. XX wieku służył w Milicji Obywatelskiej, gdzie zajmował coraz wyższe stanowiska w strukturach na terenie województwa katowickiego. Zasłynął kierowaniem specjalną grupą operacyjną „Anna”, która schwytała Zdzisława Marchwickiego, skazanego za morderstwa przeprowadzone na terenie Zagłębia Dąbrowskiego w latach 60. XX wieku.
W latach 1979–1983 był komendantem wojewódzkim Milicji Obywatelskiej w Katowicach. W 1981 r. podległe mu jednostki ZOMO brały udział w pacyfikacji strajku w kopalni „Wujek”, podczas której zginęło 9 strajkujących górników. W październiku 1982 r. został awansowany do stopnia generała brygady Milicji Obywatelskiej. W latach 1983–1985 był zastępcą komendanta głównego Milicji Obywatelskiej. Stał na czele zespołu, który tuszował dowody w sprawie zabójstwa Grzegorza Przemyka. W latach 1985–1990 pełnił funkcję szefa wojewódzkiego urzędu spraw wewnętrznych w Krakowie. W styczniu 1990 roku przeszedł w stan spoczynku.
Od 26 kwietnia 1985 roku do 12 lutego 1990 roku był prezesem klubu sportowego GTS Wisła Kraków.
Wieloletni działacz Polskiej Zjednoczonej Partii Robotniczej. 
Wielokrotnie odznaczany i wyróżniany przez władze Polskiej Rzeczypospolitej Ludowej. Między innymi był uhonorowany krzyżami: Komandorskim, Oficerskim i Kawalerskim Orderu Odrodzenia Polski. W 1984 otrzymał Order Sztandaru Pracy II klasy.

## Obraz w kulturze
Do postaci Gruby nawiązuje postać głównego bohatera (kpt. Janusz Jasiński) filmu z 2016 w reżyserii Macieja Pieprzycy pt. Jestem mordercą, a także postać kapitana Andrzeja Jaksy z filmu „Anna” i wampir z 1981 w reżyserii Janusza Kidawy.